# 納撒尼爾·巴納迪斯頓
納撒尼爾·瓦爾特·巴納迪斯頓（英語：Nathaniel Walter Barnardiston，1858年11月29日—1919年8月18日）是一位英國陸軍將領，最高軍階為少將。
出生於1858年11月29日，於1878年加入劍橋公爵第77私人徒步步兵團；1882年至1886年任米德爾塞克斯團第2營副官；1885年晉升上尉；1888年畢業於參謀大學；1889年至1892年任百慕達總督侍從官；1894年至1897年任東部軍區副官長副助理；1896年晉升少校；1898年至1899年任戰爭部情報處參謀課長；1899年至1901年任戰爭部情報局副官長副助理；1901年至1902年第二次布尔战争時服役於米德爾塞克斯團第2營；1902至1904年任駐布魯塞爾和海牙臨時武官；1904年任中校；1904至1906年任布魯塞爾、海牙和斯堪的納維亞皇室武官；1906年任駐布魯塞爾和海牙臨時武官；1906至1910年任皇家軍事院校副校長、二等總參謀部軍官；1907年名譽晉升為中校；1910年至1914年任一等總參謀部軍官兼軍事訓練處助理主任；1910年晉升上校。1914年或以前晉升準將。
1914年至1915年任駐華北英軍司令，期間指揮由第36錫克教徒團支隊與南威爾士邊民團組成的特遣部隊，負責攻佔德屬青島，戰後晉升少將。1915年至1916年任第39師師長；1916年至1919年任英國駐葡萄牙軍事使節團團長。1919年8月18日去世。
曾著書《比利時陸軍手冊》（Handbook of the Belgian Army，倫敦：戰爭部情報局常備軍辦公室出版，1899年）、《法國陸軍手冊》（Handbook of the French Army，倫敦：戰爭部情報局常備軍辦公室出版，1901年）。